# Росслин (станция метро)
Росслин (англ. Rosslyn) — подземная станция Вашингтонгского метро на Синей, Оранжевой и Серебряной линиях. Она представлена двумя раздельными (двухъярусная) платформами (split platform) по одной на каждом уровне. Станция обслуживается Washington Metropolitan Area Transit Authority. Расположена в Росслине. Выход из станции на западную сторону ведёт к улице North Moore Street между Wilson Boulevard и 19th Street North и на восточную сторону — Fort Myer Drive между Wilson Boulevard и 19th Street North. Это наиболее загруженная станция системы метрополитена за пределами Округа Колумбия. Через остановку у станции проходят маршруты экспресс-автобусов компании WMATA Metrobus, включая 5A соединяющий станцию с Международным аэропортом Вашингтон Даллес и Л'Энфант плаза. Пассажиропоток — 9.020 млн. (на 2007 год).
Станция была открыта 1 июля 1977 года.
Открытие станции было совмещено с завершением строительства ж/д линии длиной 19,0 км, соединяющей Национальный аэропорт и РФК Стэдиум и открытием станций Арлингтонское кладбище, Вашингтонский национальный аэропорт имени Рональда Рейгана, Истерн-Маркет, Кристал-сити, Кэпитал-Саут, Л'Энфант плаза, Мак-Фёрсон-сквер, Пентагон, Пентагон-сити, Потомак-авеню, Смитсониан, Стэдиум-Армэри, Фаррагут-Уэст, Федерал-Сентер Саут-Уэст, Федерал-Триэнгл и Фогги-Боттом — ДВЮ. Оранжевая линия обслуживает станцию со времени открытия 20 ноября 1978 года. Открытие Серебряной линии запланировано на 2013 год.